# زوماتو
زوماتو هي شركة توصيل طعام هندية تأسست في عام 2008،اعتباراً من عام 2019 تقدم الشركة خدماتها في 24 دولة وفي أكثر من 10 آلاف مدينة.

## وصلات خارجية
- الموقع الرسمي